# Doratoxyleae
Doratoxyleae je potporodica sapindovki, dio reda sapindolike (Sapindales). Pripada mu sedam rodova.
Tribus je dobio ime po rodu  Doratoxylon čijih je pet vrsta ograničeno na otoke Madagaskar, Komori, Mauricijus i Réunion.

## Rodovi
Tribus Doratoxyleae Radlk.
1. Exothea Macfad. (3 spp.)
2. Filicium Thwaites (3 spp.)
3. Hippobromus Eckl. & Zeyh. (1 sp.)
4. Doratoxylon Thouars sec. Bojer ex Benth. & Hook. fil. (5 spp.)
5. Hypelate P. Browne (1 sp.)
6. Zanha Hiern (3 spp.)
7. Ganophyllum Blume (2 spp.)